# A Cattle Herder's Romance
A Cattle Herder's Romance è un cortometraggio muto del 1911. Il nome del regista non viene riportato nei credit del film che, prodotto dalla Kalem Company, era interpretato da Carlyle Blackwell, Alice Joyce e George Melford.  Il film uscì nelle sale il 3 luglio 1911.

## Trama
John Durham, il proprietario del Red River Ranch, rifiuta di concedere il consenso al matrimonio di sua figlia Rachel con David Blair, il suo caposquadra. I due innamorati, allora decidono di fuggire: dopo essersi sposati nel più vicino centro abitato, salgono in montagna dove hanno intenzione di trovare riparo in una piccola capanna in mezzo ai boschi. Lì, vogliono aspettare il perdono del padre di Rachel senza consumare il matrimonio, ma vivendo insieme come fratello e sorella. Un giorno, Rachel assiste a un incidente di cui resta vittima un cowboy che si è perso tra le montagne. In suo soccorso giunge David che, mettendoselo sulle spalle, lo porta nella capanna. Il giovane, un cowboy che si chiama Allen Ford e che lavora in un ranch vicino, è ferito abbastanza gravemente ma trova una infermiera sollecita in Rachel. Credendo che lei e David siano fratello e sorella, si innamora di lei. La situazione per i due sposi segreti diventa sempre più spiacevole e, così, appena Allen è in grado di farlo, viene invitato ad andarsene. Giunto in paese, vede un avviso che offre una ricompensa per chi troverà Blair e Rachel. Credendo che si tratta di una taglia su un criminale e desideroso di vendicarsi di lui, Allen denuncia allo sceriffo i suoi salvatori, informandolo della baita in montagna e offrendosi di fargli da guida. Appena il gruppetto arriva a destinazione, lo sceriffo consegna a Rachel un biglietto di suo padre: "Mia figlia Rachel è fuggita per sposare David Blair, il mio caposquadra. Pagherò 100 dollari in oro a chiunque li trovi e li assicuri del mio perdono, a condizione che tornino ambedue a casa, nel nostro ranch".

## Produzione
Il film fu prodotto dalla Kalem Company.

## Distribuzione
Distribuito dalla General Film Company, il film - un cortometraggio in una bobina - uscì nelle sale il 3 luglio 1911.